# 宮澤ひなた
宮澤 ひなた（みやざわ ひなた、1999年11月28日 - ）は、神奈川県出身の女子サッカー選手。マンチェスター・ユナイテッドWFC所属。サッカー日本女子代表。2023 FIFA女子ワールドカップ得点王。ポジションはミッドフィールダー、フォワード。星槎国際高等学校出身。

## 経歴・人物
神奈川県南足柄市出身。南足柄市立南足柄小学校卒業。南足柄市立南足柄中学校卒業後、星槎国際高等学校（湘南学習センター）へ進学。
3歳上の兄・佳汰がサッカーをやっていたため、幼稚園の時にボールを蹴り始め、地元南足柄の向田サッカークラブに入会し、本格的にサッカーを始める。
本人は男の子に負けない様に毎日練習を必死に頑張ったと語り、当時幼稚園から小学5年生まで関わったとある指導者は、チーム唯一の女子選手だったがとても努力家で小学4年生ぐらいから頭角を現し、足も速くて学年で一番上手かったと語った。

### ユース
南足柄市立南足柄中学校入学後は中郡大磯町の星槎湘南大磯総合スポーツクラブ（OSA）の女子ジュニアユースチームである『OSA RHEA U-15』に所属、熱心に練習を積み重ねる。
2015年に通信制高等学校課程の星槎国際高等学校（湘南学習センター）に入学し、同校のサッカー部へ所属。高校年代では2年次の平成28年度全国高等学校総合体育大会（広島県）では2回戦で岡山県作陽高等学校に敗れ、2016年度第25回全日本高等学校女子サッカー選手権大会では1回戦で優勝候補の強豪である日ノ本学園高等学校と対戦し、宮澤自ら2点を挙げる活躍をしたが、PK戦で敗れた。
2017年、高校3年次では主将に任命される。夏の平成29年度全国高等学校総合体育大会（宮城県）では常盤木学園高等学校を2回戦で下したが、準決勝では藤枝順心高等学校に0-5で大敗して決勝進出はならず。冬の第26回全日本高等学校女子サッカー選手権大会では大商学園高等学校と1回戦で当たり、1-2で惜敗。高校年代ではタイトルに無縁に終わった。

### シニア
日テレ・ベレーザ / 日テレ・東京ヴェルディベレーザ
2018年、星槎国際高等学校卒業と共に日テレ・ベレーザに入団。また、法政大学スポーツ健康科学部に進学した。そこでの3年間はプレースタイルに迷ったスランプの時期と重なり、それまでは各年代別の代表に順調に選ばれていたが、2020年から2021年秋まではフル代表に呼ばれずに東京五輪への出場も逃した。スピードに頼ると細かな技術を出しにくいが、それを使いすぎると逆にスピードを活かしたプレーをしづらくなるというジレンマに陥った。
マイナビ仙台レディース
その中でWEリーグ開幕が迫った2021年2月にマイナビ仙台レディースに完全移籍を決断。「仙台なら本来の姿を取り戻せるんじゃないかと思いました。」という直感は当たり、高校以来となるトップ下で縦横無尽にピッチを駆け回る回数が増えた。第4節のちふれASエルフェン埼玉戦にてWEリーグ初ゴールを挙げた。仙台に来て本来のプレーや特徴を再確認できたり、違うポジションを経験してその立場の選手の気持ちを理解する事で、元のポジションに戻った時に受け手として動き出しの幅が広がった事も大きかったと述べた。また、初めて臨んだ女子W杯の今後の課題について「チーム力の向上のためにも、まずは個のレベルアップが必要と感じました。W杯はプレーや判断など全てにおいてスピードが違います。」と語った。
2022-23シーズンは公式戦全試合に出場し、第21節のノジマステラ神奈川相模原戦にてゴールを挙げた。
マンチェスター・ユナイテッドWFC
2023-24シーズン、W杯前からいくつかのクラブからオファーはあったが、W杯期間中にイングランドの強豪マンチェスター・ユナイテッドWFCからオファーがあり、2023年9月6日に移籍。背番号は「20」と決まった。同年9月7日、女子バロンドール候補者30名に長谷川唯と共にノミネートされ、「2023年ワールドカップでは、優勝国であるスペイン相手に奪った2得点を含む、合計5得点で得点王に輝いた。植木理子や田中美南とスピード感のあるコンビを組み、ローリングしながらスペースを破壊する。驚異の存在」と紹介された。翌週の9月14日、FIFAが発表するザ・ベスト・FIFAフットボールアウォーズの女子最優秀選手候補者16名にもノミネートされた。
同年11月20日、オールド・トラッフォードで女子チームのホーム入場者数としては過去最高となる43,615人の観衆の前で長谷川唯とのマンチェスター・ダービーが実現。同年11月26日、敵地のブリストル・シティ戦にて後半5分に先制点となる移籍後初ゴールを挙げた。
同年12月3日に行われたブラジル代表との親善試合の後半15分に、デビーニャからボールを奪った際に取返しのバックチャージを受け、足首骨折の重傷を負った。
2024年3月31日のエヴァートン戦で後半ロスタイムから途中出場してリーグ戦で10試合ぶりに復帰した。5月12日、満員のウェンブリー・スタジアムで行われたFA女子カップ決勝のトッテナム戦に後半33分から出場し、初優勝に貢献した。

### 代表
2015年にU-16女子代表（リトルなでしこ）に召集され、同年のAFC U-16女子選手権2015（中華人民共和国・武漢市）に出場。大会ではグループリーグのウズベキスタン戦に途中出場して1点、チャイニーズ・タイペイ戦では先発フル出場で2点、準決勝のタイ王国戦では途中出場で2点を挙げるなどの活躍を見せる。
翌年の2016 FIFA U-17女子ワールドカップ（ヨルダン）では、グループリーグ第3戦のアメリカ合衆国戦（先発フル出場）で、菅野奏音の逆転ゴールをアシストし、自らも事実上の決勝点となる得点を挙げた。決勝戦の朝鮮民主主義人民共和国戦で先発出場し、前半28分に内に切れ込むドリブルからミドルシュートを放ったが、惜しくもクロスバーに当たり得点を挙げられずに後半24分で途中交代となり、チームもPK戦で敗北してしまった為に準優勝に終わった。
2017年はU-19女子代表（ヤングなでしこ）に召集され、AFC U-19女子選手権2017（中華人民共和国・南京市）に出場。大会ではグループリーグ第2戦のオーストラリア戦に先発フル出場して66分に得点を挙げる。準決勝の中華人民共和国戦では47分、48分に先制点を含む2連続得点を挙げて5-0と大勝する立役者となり、日本の大会2連覇に寄与した。
2018年1月、サッカー日本女子代表（なでしこジャパン）のトレーニングキャンプに唯一の現役高校在学選手として召集された。
2023年6月13日、2023 FIFA女子ワールドカップのなでしこジャパンに選出された。7月22日、2023 FIFA女子ワールドカップ グループCの第1節ザンビア戦において、先制点と3点目を奪う活躍で5-0の大勝に貢献し、プレイヤー・オブ・ザ・マッチに選出された。続く、7月31日の第3節スペイン戦において、前半のみの出場ながら先制点と3点目を奪う活躍で4-0の大勝に貢献し、2度目のプレイヤー・オブ・ザ・マッチに選出された。尚、ワールドカップ1大会で2試合以上複数得点を挙げた選手は、同代表史上初である。さらに8月5日、決勝トーナメント1回戦のノルウェー戦において先制点となるオウンゴールを誘発。試合終盤にも決定的な3点目を奪う活躍で2大会ぶりの準々決勝進出に貢献し、大会3度目のプレイヤー・オブ・ザ・マッチを獲得した。
W杯での1大会5得点は、2011年大会の澤穂希に並ぶ同代表の歴代最多タイ記録であり、大会終了日の8月20日、澤以来の日本人2人目の大会得点王（ゴールデンブーツ）を獲得したことが決定した。個人で表彰されたのは彼女以外は欧州の選手であり、4強進出チーム以外から得点王が出たのは史上初である。英大手メディアであるガーディアンの大会ベストイレブンにも選ばれた。
帰国後のメディア出演では、W杯で得られた経験について「自分の中でとても大きな財産です。W杯を経験して優勝したい気持ちがより強くなりました。」と述べ、今後の展望については「今後の女子サッカーの発展の為にもっと結果に拘らないといけない。」などと柔和な物腰の中にも次のステージへの決意を滲ませた。
2024年6月14日、2024年パリオリンピックに出場するなでしこジャパンメンバーに選出された。

## プレースタイル
本職は攻撃的ミッドフィールダー。また、4-2-3-1の左サイド・ミッドフィールダーや4-3-3の左ウイングなど、左サイドのポジションもベースとしている。ユナイテッドでは仙台時代の様に自身の得点よりもチーム攻撃の潤滑油として黒子に徹するプレーに「ミニ・モドリッチ」と絶賛された。

## 個人成績

### クラブ
| クラブ                       | シーズン     | リーグ       | 背番号 | リーグ戦 | リーグ戦 | カップ戦 | カップ戦 | リーグ杯 | リーグ杯 | AFC / UEFA | AFC / UEFA | 合計 | 合計 |
| クラブ                       | シーズン     | リーグ       | 背番号 | 出場     | 得点     | 出場     | 得点     | 出場     | 得点     | 出場       | 得点       | 出場 | 得点 |
| ---------------------------- | ------------ | ------------ | ------ | -------- | -------- | -------- | -------- | -------- | -------- | ---------- | ---------- | ---- | ---- |
| 日テレ・ベレーザ             | 2018         | なでしこ1部  | 15     | 16       | 4        | 5        | 0        | 8        | 2        | —          | —          | 29   | 6    |
| 日テレ・ベレーザ             | 2019         | なでしこ1部  | 15     | 18       | 3        | 4        | 0        | 9        | 2        | 2          | 0          | 33   | 5    |
| 日テレ・東京ベレーザ         | 2020         | なでしこ1部  | 15     | 18       | 6        | 5        | 3        | —        | —        | —          | —          | 23   | 9    |
| 日テレ・東京ベレーザ         | 通算         | 通算         | 通算   | 52       | 13       | 14       | 3        | 17       | 4        | 2          | 0          | 85   | 20   |
| マイナビ仙台レディース       | 2021-22      | WE           | 9      | 19       | 3        | 1        | 0        | —        | —        | —          | —          | 20   | 3    |
| マイナビ仙台レディース       | 2022-23      | WE           | 9      | 20       | 1        | 1        | 0        | 5        | 0        | —          | —          | 26   | 1    |
| マイナビ仙台レディース       | 通算         | 通算         | 通算   | 39       | 4        | 2        | 0        | 5        | 0        | 0          | 0          | 46   | 4    |
| マンチェスター・ユナイテッド | 2023-24      | WSL          | 20     | 11       | 1        | 1        | 0        | 2        | 0        | 2          | 0          | 16   | 1    |
| マンチェスター・ユナイテッド | 2024-25      | WSL          | 20     | 19       | 1        | 5        | 0        | 4        | 0        | -          | -          | 28   | 1    |
| マンチェスター・ユナイテッド | 2025-26      | WSL          | 20     |          |          |          |          |          |          |            |            |      |      |
| マンチェスター・ユナイテッド | 通算         | 通算         | 通算   | 30       | 2        | 6        | 0        | 6        | 0        | 2          | 0          | 44   | 2    |
| 通算                         | 日本         | 日本         | 1部    | 91       | 17       | 16       | 3        | 22       | 4        | 2          | 0          | 131  | 24   |
| 通算                         | イングランド | イングランド | 1部    | 30       | 2        | 6        | 0        | 6        | 0        | 2          | 0          | 44   | 2    |
| 総通算                       | 総通算       | 総通算       | 総通算 | 121      | 19       | 22       | 3        | 28       | 4        | 4          | 0          | 175  | 26   |

1. 1 2  AFC女子クラブ選手権2019の成績。
2. 1 2  UEFA女子チャンピオンズリーグ 2023-24の成績。

- 日本女子サッカーリーグ
  - 初出場 - 2018年3月21日 なでしこリーグ1部 第1節 セレッソ大阪堺レディース戦 (味の素スタジアム西競技場)[57]
  - 初得点 - 2018年3月21日 なでしこリーグ1部 第1節 セレッソ大阪堺レディース戦 (味の素スタジアム西競技場)[57]

- WEリーグ
  - 初出場 - 2021年9月12日 第1節 ノジマステラ神奈川相模原戦 (ユアテックスタジアム仙台)[58]
  - 初得点 - 2021年10月2日 第4節 ちふれASエルフェン埼玉戦 (熊谷スポーツ文化公園陸上競技場)[58]

- ウィメンズ・スーパーリーグ
  - 初出場 - 2023年10月1日 アストン・ヴィラ戦 (ヴィラ・パーク)[59]
  - 初得点 - 2023年11月26日 ブリストル・シティ戦 (アシュトン・ゲート・スタジアム)[59]

- UEFA女子チャンピオンズリーグ
  - 初出場 - 2023年10月10日 UWCL2023-24 予選ラウンド2 第1戦  パリ・サンジェルマン戦 (リー・スポーツ・ビレッジ（英語版）)[59]

### 代表
- 2018年11月11日 - 日本女子代表初出場 -  ノルウェー戦 (国際親善試合)
- 2022年1月30日 - 日本女子代表初得点 -  タイ戦 (2022 AFC女子アジアカップ, インド)

#### 主な出場大会
- U-17日本女子代表
  - 2016年 - FIFA U-17女子ワールドカップ ヨルダン大会（準優勝）
- U-20日本女子代表
  - 2018年 - FIFA U-20女子ワールドカップ フランス大会（優勝）
- 日本女子代表(なでしこジャパン)
  - 2022年 - 2022 AFC女子アジアカップ
  - 2022年 - EAFF E-1サッカー選手権2022（優勝）
  - 2023年 - 2023 FIFA女子ワールドカップ
  - 2024年 - 2024年パリオリンピック
  - 2025年 - 2025 シービリーブスカップ

#### 試合数
| 日本代表 | 国際Aマッチ | 国際Aマッチ |
| 年       | 出場        | 得点        |
| -------- | ----------- | ----------- |
| 2018     | 1           | 0           |
| 2019     | 1           | 0           |
| 2021     | 2           | 0           |
| 2022     | 13          | 4           |
| 2023     | 16          | 5           |
| 2024     | 9           | 0           |
| 2025     | 7           | 0           |
| 通算     | 49          | 9           |

2025年6月27日現在

#### 出場試合
| 出場試合一覧 | 出場試合一覧   | 出場試合一覧     | 出場試合一覧                                           | 出場試合一覧     | 出場試合一覧   | 出場試合一覧       | 出場試合一覧                                                  | 出場試合一覧 |
| #            | 開催日         | 開催都市         | スタジアム                                             | 対戦国           | 結果           | 監督               | 大会                                                          | 出典         |
| ------------ | -------------- | ---------------- | ------------------------------------------------------ | ---------------- | -------------- | ------------------ | ------------------------------------------------------------- | ------------ |
| 1.           | 2018年11月11日 | 鳥取             | 鳥取市営サッカー場・バードスタジアム                   | ノルウェー       | ○ 4-1          | 高倉麻子           | 国際親善試合                                                  | [ 60 ]       |
| 2.           | 2019年4月4日   | オセール         | スタッド・アッベ・デシャン                             | フランス         | ● 1-3          | 高倉麻子           | 国際親善試合 ～ヨーロッパ遠征～                               | [ 61 ]       |
| 3.           | 2021年11月25日 | アルメレ         | ヤンマー・スタディオン                                 | アイスランド     | ● 0-2          | 池田太             | 国際親善試合                                                  | [ 62 ]       |
| 4.           | 2021年11月29日 | ハーグ           | カーズ・ジーンズ・スタディオン                         | オランダ         | △ 0-0          | 池田太             | 国際親善試合                                                  | [ 63 ]       |
| 5.           | 2022年1月21日  | プネー           | シュリー・シヴ・チャトラパティ・スポーツコンプレックス | ミャンマー       | ○ 5-0          | 池田太             | 2022 AFC女子アジアカップ                                      | [ 64 ]       |
| 6.           | 2022年1月24日  | プネー           | シュリー・シヴ・チャトラパティ・スポーツコンプレックス | ベトナム         | ○ 3-0          | 池田太             | 2022 AFC女子アジアカップ                                      | [ 65 ]       |
| 7.           | 2022年1月27日  | プネー           | シュリー・シヴ・チャトラパティ・スポーツコンプレックス | 韓国             | △ 1-1          | 池田太             | 2022 AFC女子アジアカップ                                      | [ 66 ]       |
| 8.           | 2022年1月30日  | ナビムンバイ     | DYパティル・スタジアム                                 | タイ             | ○ 7-0          | 池田太             | 2022 AFC女子アジアカップ                                      | [ 67 ]       |
| 9.           | 2022年2月3日   | プネー           | シュリー・シヴ・チャトラパティ・スポーツコンプレックス | 中華人民共和国   | ● 2-2 (PK 3-4) | 池田太             | 2022 AFC女子アジアカップ                                      | [ 68 ]       |
| 10.          | 2022年6月24日  | スタラ・パゾヴァ | スポーツ・センターFAS                                  | セルビア         | ○ 5-0          | 池田太             | 国際親善試合                                                  | [ 69 ]       |
| 11.          | 2022年6月27日  | トゥルク         | ヴェリタス・スタジアム                                 | フィンランド     | ○ 5-1          | 池田太             | 国際親善試合                                                  | [ 70 ]       |
| 12.          | 2022年7月19日  | 鹿嶋             | 茨城県立カシマサッカースタジアム                       | 韓国             | ○ 2-1          | 池田太             | EAFF E-1サッカー選手権2022                                    | [ 71 ]       |
| 13.          | 2022年7月26日  | 鹿嶋             | 茨城県立カシマサッカースタジアム                       | 中華人民共和国   | △ 0-0          | 池田太             | EAFF E-1サッカー選手権2022                                    | [ 72 ]       |
| 14.          | 2022年10月6日  | 神戸             | ノエビアスタジアム神戸                                 | ナイジェリア     | ○ 2-0          | 池田太             | 国際親善試合                                                  | [ 73 ]       |
| 15.          | 2022年10月9日  | 長野             | 長野Uスタジアム                                        | ニュージーランド | ○ 2-0          | 池田太             | MS&ADカップ2022                                               | [ 74 ]       |
| 16.          | 2022年11月11日 | ムルシア         | ピナタル・アレーナ                                     | イングランド     | ● 0-4          | 池田太             | 国際親善試合                                                  | [ 75 ]       |
| 17.          | 2022年11月15日 | セビージャ       | エスタディオ・ラ・カルトゥーハ                         | スペイン         | ● 0-1          | 池田太             | 国際親善試合                                                  | [ 76 ]       |
| 18.          | 2023年2月16日  | オーランド       | エクスプロリア・スタジアム                             | ブラジル         | ● 0-1          | 池田太             | 2023 シービリーブスカップ                                     | [ 77 ]       |
| 19.          | 2023年2月19日  | ナッシュビル     | ジオディス・パーク                                     | アメリカ合衆国   | ● 0-1          | 池田太             | 2023 シービリーブスカップ                                     | [ 78 ]       |
| 20.          | 2023年2月22日  | フリスコ         | トヨタ・スタジアム                                     | カナダ           | ○ 3-0          | 池田太             | 2023 シービリーブスカップ                                     | [ 79 ]       |
| 21.          | 2023年4月7日   | ギマラインス     | エスタディオ・D. アフォンソ・エンリケス                | ポルトガル       | ○ 2-1          | 池田太             | 国際親善試合                                                  | [ 80 ]       |
| 22.          | 2023年4月11日  | オーデンセ       | オーデンセ・スタディオン                               | デンマーク       | ● 0-1          | 池田太             | 国際親善試合                                                  | [ 81 ]       |
| 23.          | 2023年7月14日  | 仙台             | ユアテックスタジアム仙台                               | パナマ           | ○ 5-0          | 池田太             | MS&ADカップ2023                                               | [ 82 ]       |
| 24.          | 2023年7月22日  | ハミルトン       | ワイカト・スタジアム                                   | ザンビア         | ○ 5-0          | 池田太             | 2023 FIFA女子ワールドカップ                                   | [ 83 ]       |
| 25.          | 2023年7月26日  | ダニーデン       | ダニーデン・スタジアム                                 | コスタリカ       | ○ 2-0          | 池田太             | 2023 FIFA女子ワールドカップ                                   | [ 84 ]       |
| 26.          | 2023年7月31日  | ウェリントン     | ウェリントン・リージョナル・スタジアム                 | スペイン         | ○ 4-0          | 池田太             | 2023 FIFA女子ワールドカップ                                   | [ 85 ]       |
| 27.          | 2023年8月5日   | ウェリントン     | ウェリントン・リージョナル・スタジアム                 | ノルウェー       | ○ 3-1          | 池田太             | 2023 FIFA女子ワールドカップ                                   | [ 86 ]       |
| 28.          | 2023年8月11日  | オークランド     | イーデン・パーク                                       | スウェーデン     | ● 1-2          | 池田太             | 2023 FIFA女子ワールドカップ                                   | [ 87 ]       |
| 29.          | 2023年9月23日  | 北九州           | 北九州スタジアム                                       | アルゼンチン     | ○ 8-0          | 池田太             | 国際親善試合                                                  | [ 88 ]       |
| 30.          | 2023年10月29日 | タシュケント     | ブニョドコル・スタジアム                               | ウズベキスタン   | ○ 2-0          | 池田太             | 2024年パリオリンピック・アジア2次予選                         | [ 89 ]       |
| 31.          | 2023年11月1日  | タシュケント     | ロコモティフ・スタジアム                               | ベトナム         | ○ 2-0          | 池田太             | 2024年パリオリンピック・アジア2次予選                         | [ 90 ]       |
| 32.          | 2023年11月30日 | サンパウロ       | ネオ・キミカ・アレーナ                                 | ブラジル         | ● 3-4          | 池田太             | 国際親善試合                                                  | [ 91 ]       |
| 33.          | 2023年12月3日  | サンパウロ       | エスタジオ・シーセロ・ポンペウ・ヂ・トレド             | ブラジル         | ○ 2-0          | 池田太             | 国際親善試合                                                  | [ 92 ]       |
| 34.          | 2024年4月6日   | アトランタ       | メルセデス・ベンツ・スタジアム                         | アメリカ合衆国   | ● 1-2          | 池田太             | 2024 シービリーブスカップ                                     | [ 93 ]       |
| 35.          | 2024年4月9日   | コロンバス       | Lower.comフィールド                                    | ブラジル         | ● 1-1 (PK 0-3) | 池田太             | 2024 シービリーブスカップ                                     | [ 94 ]       |
| 36.          | 2024年5月31日  | ムルシア         | エスタディオ・ヌエバ・コンドミーナ                     | ニュージーランド | ○ 2-0          | 池田太             | 国際親善試合                                                  | [ 95 ]       |
| 37.          | 2024年6月3日   | ムルシア         | エスタディオ・ヌエバ・コンドミーナ                     | ニュージーランド | ○ 4-1          | 池田太             | 国際親善試合                                                  | [ 96 ]       |
| 38.          | 2024年7月13日  | 金沢             | 金沢ゴーゴーカレースタジアム                           | ガーナ           | ○ 4-0          | 池田太             | MS&ADカップ2024 ～能登半島地震復興支援マッチ がんばろう能登～ | [ 97 ]       |
| 39.          | 2024年7月25日  | ナント           | スタッド・ドゥ・ラ・ボージョワール                     | スペイン         | ● 1-2          | 池田太             | 2024年パリオリンピック                                        | [ 98 ]       |
| 40.          | 2024年7月28日  | パリ             | パルク・デ・プランス                                   | ブラジル         | ○ 2-1          | 池田太             | 2024年パリオリンピック                                        | [ 99 ]       |
| 41.          | 2024年7月31日  | ナント           | スタッド・ドゥ・ラ・ボージョワール                     | ナイジェリア     | ○ 3-1          | 池田太             | 2024年パリオリンピック                                        | [ 100 ]      |
| 42.          | 2024年8月3日   | パリ             | パルク・デ・プランス                                   | アメリカ合衆国   | ● 0-1 (延長)   | 池田太             | 2024年パリオリンピック                                        | [ 101 ]      |
| 43.          | 2025年2月20日  | ヒューストン     | シェル・エナジー・スタジアム                           | オーストラリア   | ○ 4-0          | ニルス・ニールセン | 2025 シービリーブスカップ                                     | [ 102 ]      |
| 44.          | 2025年2月23日  | グレンデール     | ステートファーム・スタジアム                           | コロンビア       | ○ 4-1          | ニルス・ニールセン | 2025 シービリーブスカップ                                     | [ 103 ]      |
| 45.          | 2025年2月27日  | サンディエゴ     | スナップドラゴン・スタジアム                           | アメリカ合衆国   | ○ 2-1          | ニルス・ニールセン | 2025 シービリーブスカップ                                     | [ 104 ]      |
| 46.          | 2025年4月6日   | 大阪             | ヨドコウ桜スタジアム                                   | コロンビア       | △ 1-1          | ニルス・ニールセン | 国際親善試合                                                  | [ 105 ]      |
| 47.          | 2025年5月31日  | サンパウロ       | ネオ・キミカ・アレーナ                                 | ブラジル         | ● 1-3          | ニルス・ニールセン | 国際親善試合                                                  | [ 106 ]      |
| 48.          | 2025年6月3日   | サンパウロ       | エスタディオ・シセロ・デ・ソウザ・マルケス             | ブラジル         | ● 1-2          | ニルス・ニールセン | 国際親善試合                                                  | [ 107 ]      |
| 49.          | 2025年6月27日  | マドリード       | エスタディオ・ムニシパル・デ・ブタルケ                 | スペイン         | ● 1-3          | ニルス・ニールセン | 国際親善試合                                                  | [ 108 ]      |

#### ゴール
| ゴール一覧 | ゴール一覧    | ゴール一覧       | ゴール一覧                             | ゴール一覧       | ゴール一覧 | ゴール一覧 | ゴール一覧                  | ゴール一覧 |
| #          | 開催日        | 開催都市         | スタジアム                             | 対戦国           | 結果       | 監督       | 大会                        | 出典       |
| ---------- | ------------- | ---------------- | -------------------------------------- | ---------------- | ---------- | ---------- | --------------------------- | ---------- |
| 1.         | 2022年1月30日 | ナビムンバイ     | DYパティル・スタジアム                 | タイ             | ○ 7-0      | 池田太     | 2022 AFC女子アジアカップ    | [ 109 ]    |
| 2.         | 2022年6月24日 | スタラ・パゾヴァ | スポーツ・センターFAS                  | セルビア         | ○ 5-0      | 池田太     | 国際親善試合                | [ 110 ]    |
| 3.         | 2022年7月19日 | 鹿島             | 茨城県立カシマサッカースタジアム       | 韓国             | 〇 2-1     | 池田太     | EAFF E-1サッカー選手権2022  | [ 111 ]    |
| 4.         | 2022年10月9日 | 長野             | 長野Uスタジアム                        | ニュージーランド | 〇 2-0     | 池田太     | 国際親善試合                | [ 112 ]    |
| 5.         | 2023年7月22日 | ハミルトン       | ワイカト・スタジアム                   | ザンビア         | ○ 5-0      | 池田太     | 2023 FIFA女子ワールドカップ | [ 113 ]    |
| 6.         | 2023年7月22日 | ハミルトン       | ワイカト・スタジアム                   | ザンビア         | ○ 5-0      | 池田太     | 2023 FIFA女子ワールドカップ | [ 113 ]    |
| 7.         | 2023年7月31日 | ウェリントン     | ウェリントン・リージョナル・スタジアム | スペイン         | ○ 4-0      | 池田太     | 2023 FIFA女子ワールドカップ | [ 114 ]    |
| 8.         | 2023年7月31日 | ウェリントン     | ウェリントン・リージョナル・スタジアム | スペイン         | ○ 4-0      | 池田太     | 2023 FIFA女子ワールドカップ | [ 114 ]    |
| 9.         | 2023年8月5日  | ウェリントン     | ウェリントン・リージョナル・スタジアム | ノルウェー       | 〇 3-1     | 池田太     | 2023 FIFA女子ワールドカップ | [ 115 ]    |

## タイトル

### クラブ
- 日テレベレーザ / 日テレ・東京ヴェルディベレーザ
  - 日本女子サッカーリーグ: 2回 (2018、2019)
  - 皇后杯全日本女子サッカー選手権大会: 3回 (2018、2019､ 2020)
  - なでしこリーグカップ: 2回 (2018、2019)
- マンチェスター・ユナイテッド
  - FA女子カップ: 1回 (2023-24（英語版）)

### 代表
- U-20日本女子代表
  - FIFA U-20女子ワールドカップ: 1回 (2018)

- 日本女子代表（なでしこジャパン）
  - EAFF E-1サッカー選手権: 1回 (2022)
  - シービリーブスカップ: 1回 (2025)

### 個人
- WEリーグ
  - 優秀選手賞: 2回 (2021-22、2022-23)
- FIFA女子ワールドカップ
  - ゴールデンブーツ(大会得点王): 1回 (2023)
- 日本プロスポーツ大賞
  - 敢闘賞：1回（2023[116]）